# Husborne Crawley
Husborne Crawley är en ort och civil parish i Storbritannien.   Den ligger i kommunen Central Bedfordshire i riksdelen England, i den södra delen av landet, 70 km nordväst om huvudstaden London. Husborne Crawley ligger 99 meter över havet och antalet invånare är 190.
Terrängen runt Husborne Crawley är platt, och sluttar norrut. Runt Husborne Crawley är det tätbefolkat, med 493 invånare per kvadratkilometer. Närmaste större samhälle är Milton Keynes, 10,3 km väster om Husborne Crawley. Trakten runt Husborne Crawley består till största delen av jordbruksmark.